# エリンゲン
エリンゲン (ドイツ語: Ellingen, ドイツ語発音: [ˈɛlɪŋən]) は、ドイツ連邦共和国バイエルン州ミッテルフランケン行政管区のヴァイセンブルク＝グンツェンハウゼン郡に属す市であり、エリンゲン行政共同体の本部所在地である。

## 地理

### 位置
本市は、西ミッテルフランケンに位置するヴァイセンブルク＝グンツェンハウゼン郡の中心であるヴァイセンブルク・イン・バイエルンの北側、フレンキシェ・アルプに属す連山ヴァイセンブルガー・アルプの辺縁部に位置する。市内をシュヴェービシェ・レツァート川が流れ、フェルヒバッハ川、ヒンメルライヒグラーベン川、ミッテルビュールグラーベン川、リートグラーベン川、ヘルラインスグラーベン川、ヴァルカースヘーファー・ヴァイハーグラーベン川、フォルデラー・トロッペルグラーベン川、オットマールスフェルダー川が湧出する。この他にアルトミュール川の支流であるシュテルツェルバッハ川が市内を流れている。ヨーロッパ分水帯が市内を通っており、ライン川水系とドナウ川水系とを分けている。中核市区の南西にエリンゲンの森がある。この森と北部の森を除けばエリンゲンの市域は森のない開けた場所で、水辺の草地、平原、丘陵が主である。近隣の寄り大きな都市には、インゴルシュタット (58 km) やニュルンベルク (50 km) があり、最寄りの市としては、ヴァイセンブルク・イン・バイエルン (3 km)、トロイヒトリンゲン (15 km)、グンツェンハウゼン (22 km) がある。

### 隣接する市町村
エリンゲン市は、北はプラインフェルト、東はヘッティンゲン、南はヴァイセンブルク・イン・バイエルン、南西はアレスハイム、西はタイレンホーフェンと境を接している。

### 市の構成
本市は、11のゲマインデタイル（小地区）からなる。
| - ブロイミューレ - エリンゲン（首邑） - へルルバッハ - カールスホーフ - ラウターブルンミューレ - マッセンバッハ | - ゾンマーケラー - シュトプフェンハイム - ティーフェンバッハ - ヴァルカースヘーフェ - ツォルミューレ |

カムホーフ地区は、公的なゲマインデタイルとされていない。

### 地質学
数十億年前、エリンゲンはかつてジュラ紀の海岸に位置していた。ヴァイセンブルク＝グンツェンハウゼン郡にとって重要なゾルンホーフェン石灰岩やジュラ大理石の採掘業はこの恩恵を受けている。中央ヨーロッパで最も有名で最も頻繁に産出する恐竜の一部はコイパー中期（2億3千万年から2億1千万年前）のものである。竜脚形亜目初期の代表であるプラテオサウルスの重要な出土地がエリンゲンにある。

## 歴史
エリンゲン地域には、ケルト時代からすでに定住がなされていた。市の南東部のケルト人集落跡、環状土塁、墳丘墓がこれを証明している。中核市区から約 2.5 km 北のエリンゲン市内を、ローマ時代にはレティシャー・リーメスが通っていた。カストラ・エリンゲンの遺構が現在も遺されている。
最初の文献記録は899年5月1日で、"Elling" と表記されている。エリンゲンの成立史は、ヴァルター・フォン・エリンゲンとその妻クニグンデが設立した病院と密接に結びついている。1216年にドイツ騎士団がこの病院をレーエンとして獲得し、その後エリンゲンはフランケン管区の地方長官の所在地となった。1378年3月14日にカール4世が防衛施設を設ける権利を与えたが、ヴァイセンブルクの反対に遭い、10日後に撤回した。17世紀になってやっと頑丈な市壁が造られた。1609年にヴァイセンブルガー門、1660年にプラインフェルダー門が完成した。

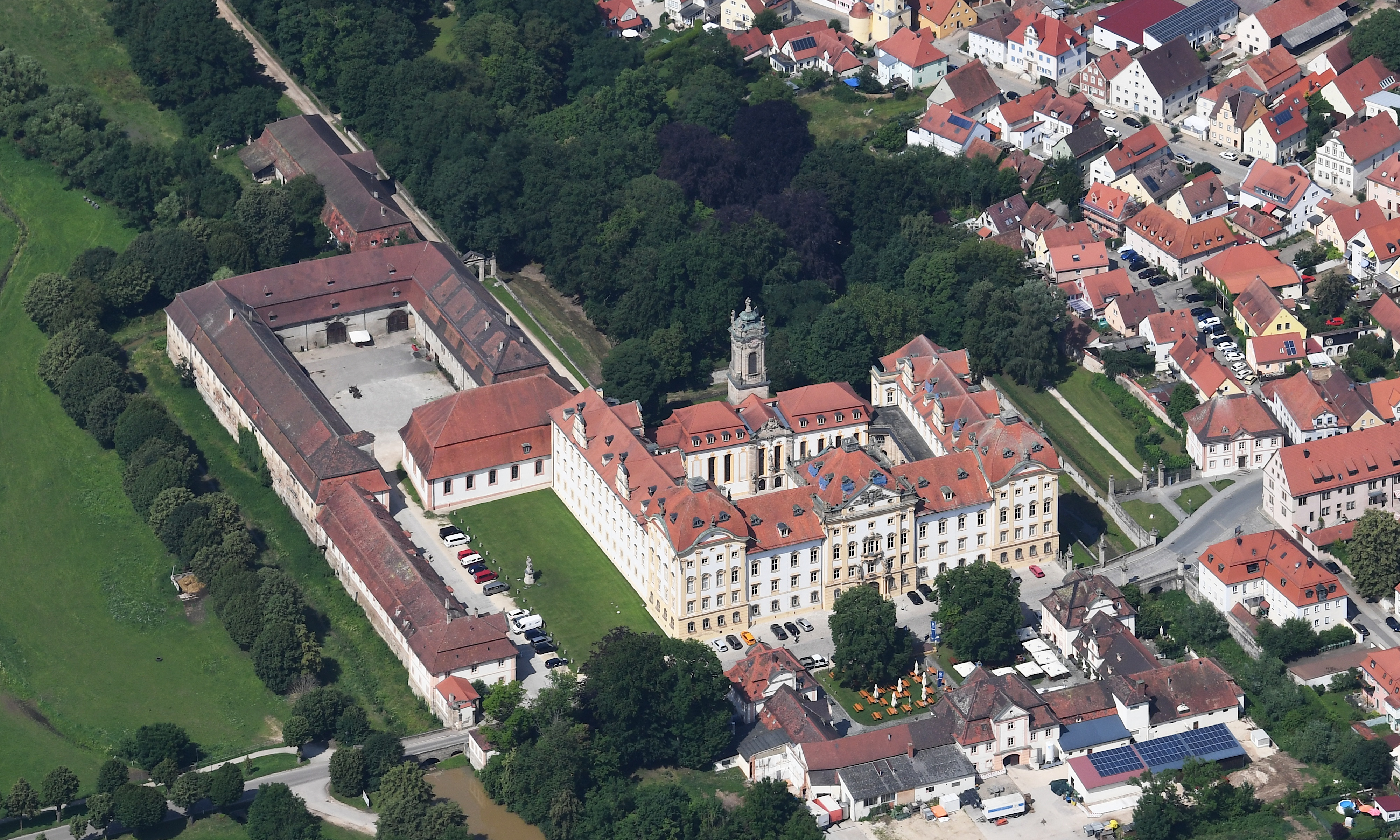
エリンゲン宮殿

エリンゲンおよびヴァイセンブルク周辺地域は、1368年にニュルンベルク城伯領となり、その後アンスバッハ辺境伯領に編入された。エリンゲンでは1575年から1629年に魔女狩りが行われた。62人の女性と1人の男性に対して魔女裁判が行われ、1人の女性が拘留中に死亡し、他は全員処刑された。1689年5月15日にドイツ騎士団に入団したカール・ハインリヒ・フォン・ホルンシュタインは、17世紀末にエリンゲン宮殿の西側部分、聖ゲオルク市教区教会およびその他のこの町のバロック建築を建設した。1796年にプロイセンがこの街を獲得し、エリンゲンおよびその周辺地域のドイツ騎士団支配が終わった。神聖ローマ帝国崩壊後、エリンゲンはナポレオンによって、フランケンの他の地方と同様に、バイエルン王国領となった。1815年から1840年までエリンゲン領主裁判所が存在した。エリンゲン城は1815年にヴレーデ侯カール・フィリップ・フォン・ヴレーデの居城となった。このレーエン文書において初めてエリンゲンが「シュタット」（市）と記述された。城館施設内には、1690年に初めて記録され現在も稼働している城内のブルワリーがある。

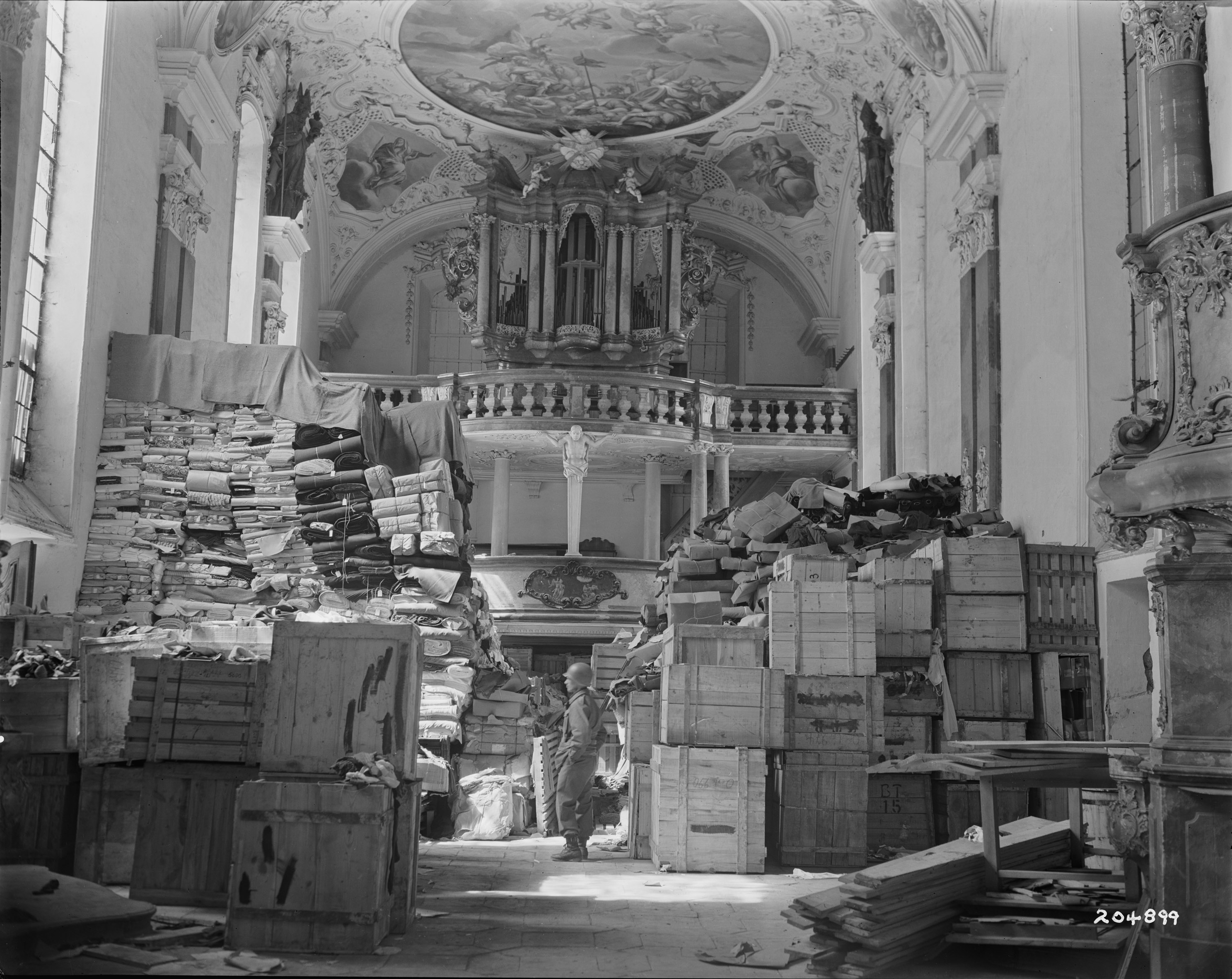
1945年4月、ナチの倉庫と化していたエリンゲンの城内教会

1945年2月23日、アメリカ空軍2個中隊によるエリンゲン中核部に対する空爆が行われた。これにより合計70トンの爆弾が投下された。数軒の民家、司祭館、城館庭園の一部が完全に破壊され、市庁舎、ヴァイセンブルガー門、聖ゲオルク教区教会も甚大な被害を受けた。これに対して、城館自体や城内教会は無傷であった。本来の攻撃目標であったバンベルクがその日雲に覆われていたため、パイロットの判断で交通の要衝と思われた場所を爆撃目標にしたのであった。彼らは村の中をアウトバーンが通っていると認識したらしい。
1945年4月にアメリカ軍第3軍がこの街に侵攻し、兵士が城内教会で布地やその他の什器の大きな倉庫を発見した。その中には略奪された品も含まれていた。
バイエルン州の地域再編に伴って、1971年7月1日にマッセンバッハがそのゲマインデタイルであったへルルバッハとともにこの街に合併した。1972年1月1日に、廃止された町ドルンスブルンのティーフェンバッハ地区がこれに続いた。同年7月1日にはシュトプフェンハイムが合併した。

## 行政

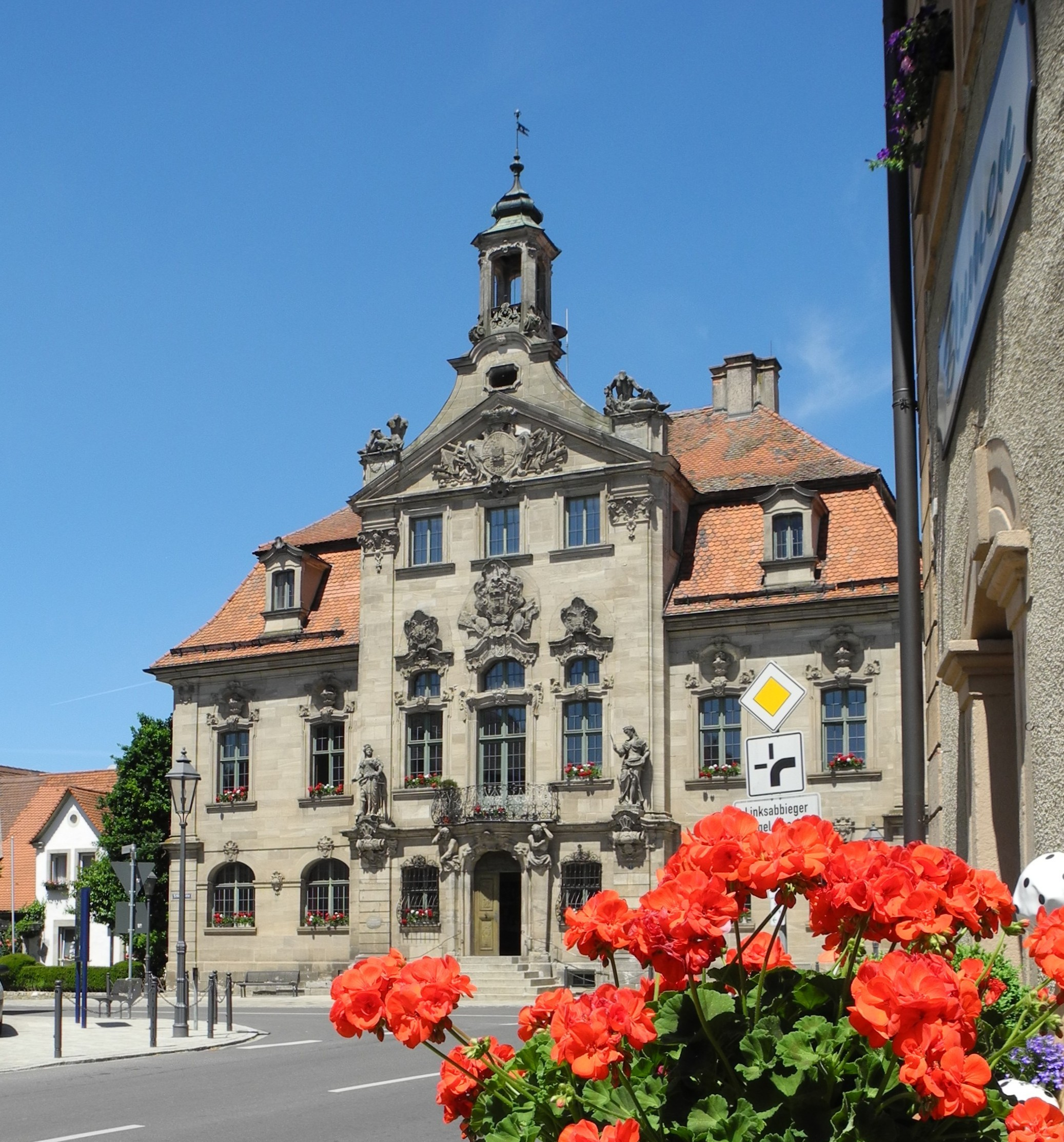
エリンゲン市庁舎

### 議会
エリンゲンの市議会は16議席からなる。

### 首長
マティアス・オーバーネーダー (CSU) は2020年の市長選挙で 54.0 % の票を獲得して市長に選出された。前任者はヴァルター・ハスル (SPD) であった。

### 紋章
図柄: 青地に銀の小楯。小楯の中には青いアンドレアス十字がどこにも接することなく配置されている。

### 姉妹都市
- ホーエンベルク＝クルーゼマルク（ドイツ語版、英語版）（ドイツ、ザクセン＝アンハルト州）
  - ドイツ再統一後、1989年にグロース・エリンゲン消防団（ホーエンベルク＝クルーゼマルク）とエリンゲン消防団との交流から姉妹都市に発展した。
- シュトラーセンハウス（ドイツ語版、英語版）およびそのエリンゲン地区（ドイツ、ラインラント＝プファルツ州）

### 援助支援関係
旧アウシヒ郡テルニツェから追放されたズデーテン系ドイツ人に対する援助協力関係を1973年に締結した。

## 文化と見所

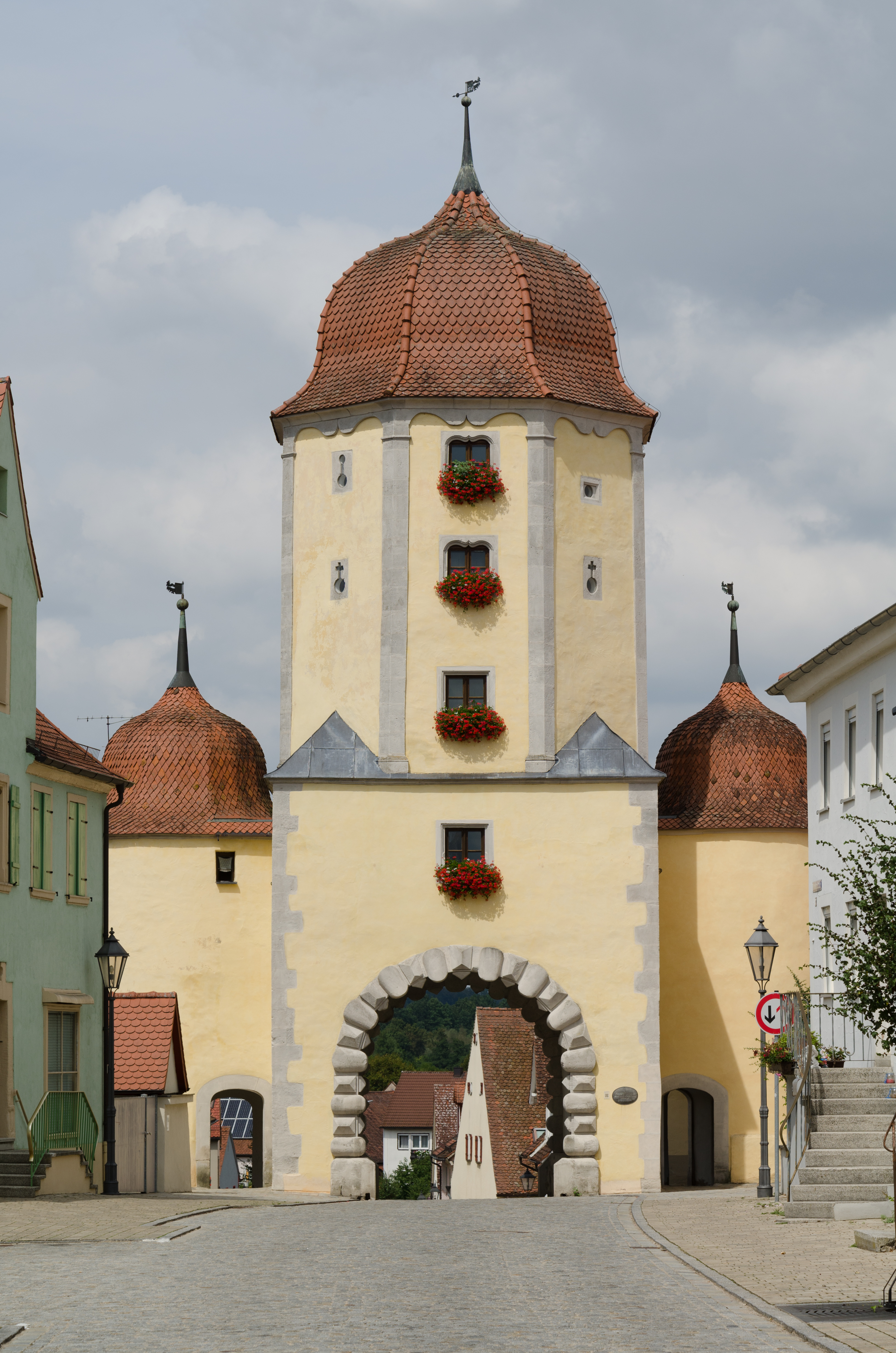
プラインフェルダー門

### 建築
都市景観はドイツ騎士団の活動に大きな影響を受けており、小さなバロック様式の邸宅が様式的統一を示している。城館、市庁舎、教区教会がアクセントを添えている。バロック様式の影響は、特に1749年にマティアス・ビンダーの指導で設けられたノイエ・ガッセ沿いの民家にも見られる。
「エリンガー・バロックルントヴェーク」（直訳: エリンゲンのバロック周回路）には過去の重要な建物が含まれている。エリンゲン宮殿とそれに付属する城館庭園、市庁舎、プラインフェルダー門、旧フランシスコ会修道院、カトリックの聖ゲオルク教区教会、マクシミリアン教会、ホーフガルテンのオランジュリ、ハイリゲン橋、ヨハネス橋などである。この他の見所としては、ローマ時代のカストラ・エリンゲン、コルピング塔、福音主義のクリストゥス教会、シュピタール教会がある。宮殿の豪華な部屋、東プロイセン文化センター、プラインフェルダー門内の玩具・農家の家具博物館を訪問することもできる。

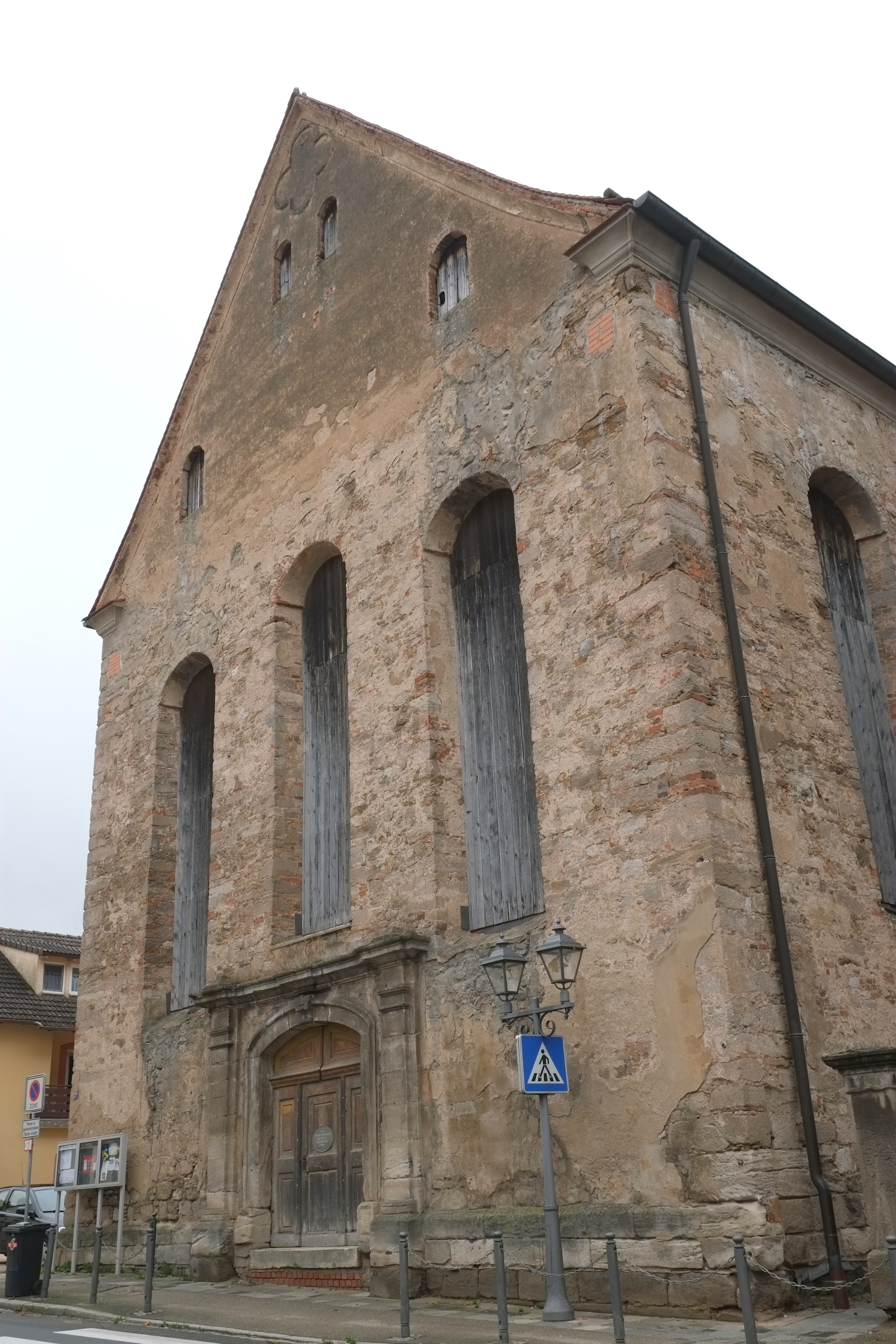
旧フランシスコ修道院
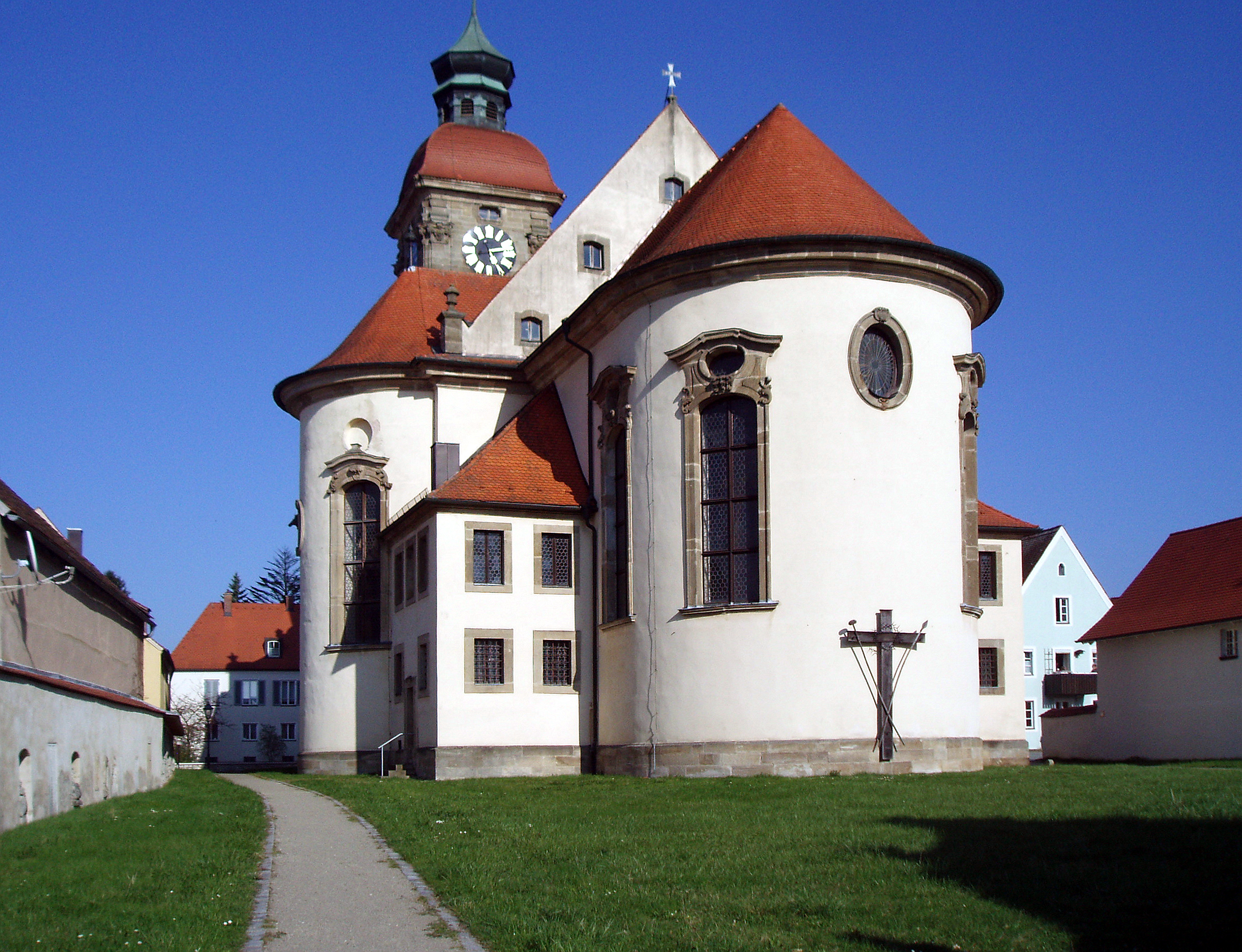
聖ゲオルク教会
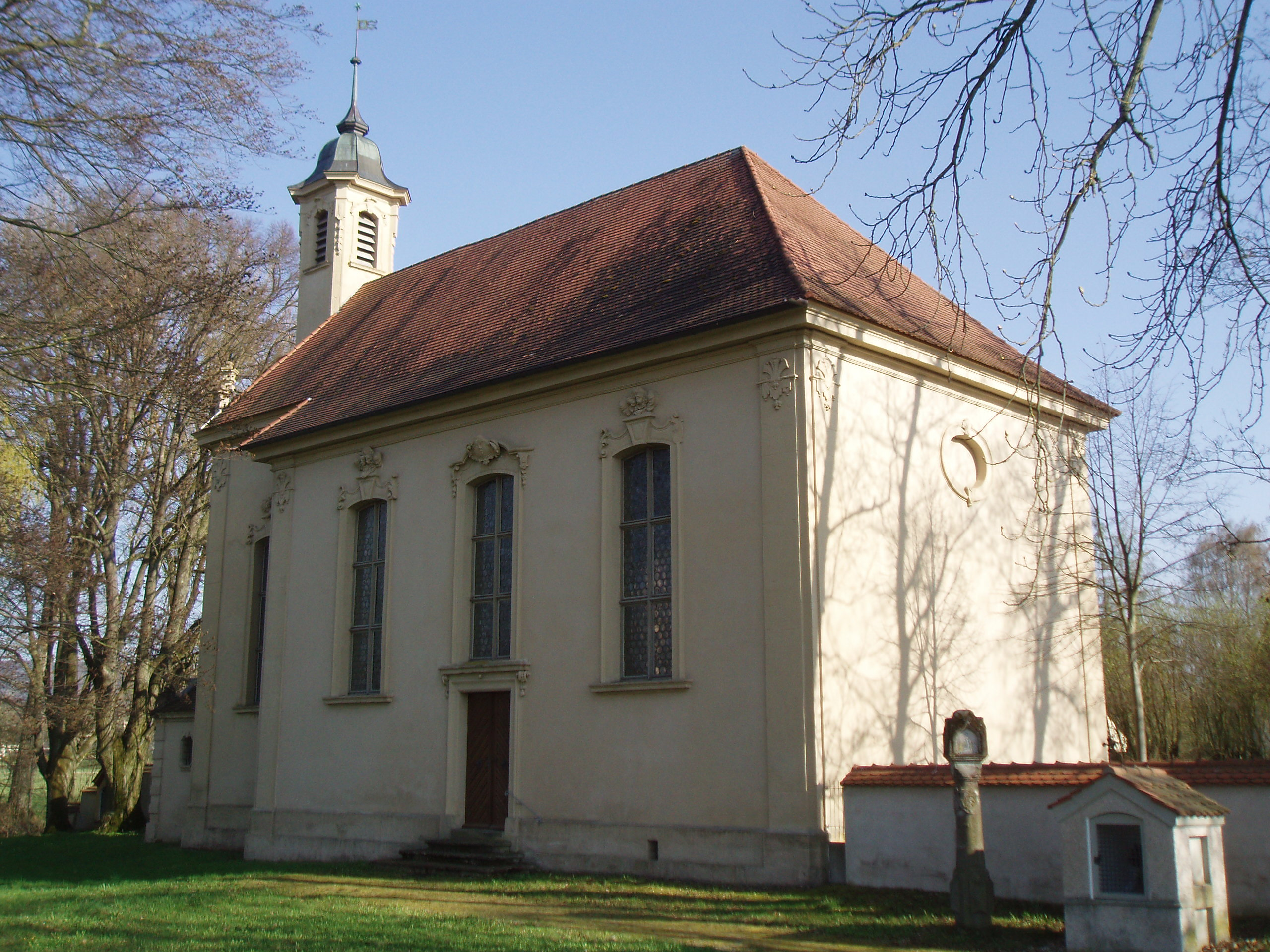
マクシミリアン教会
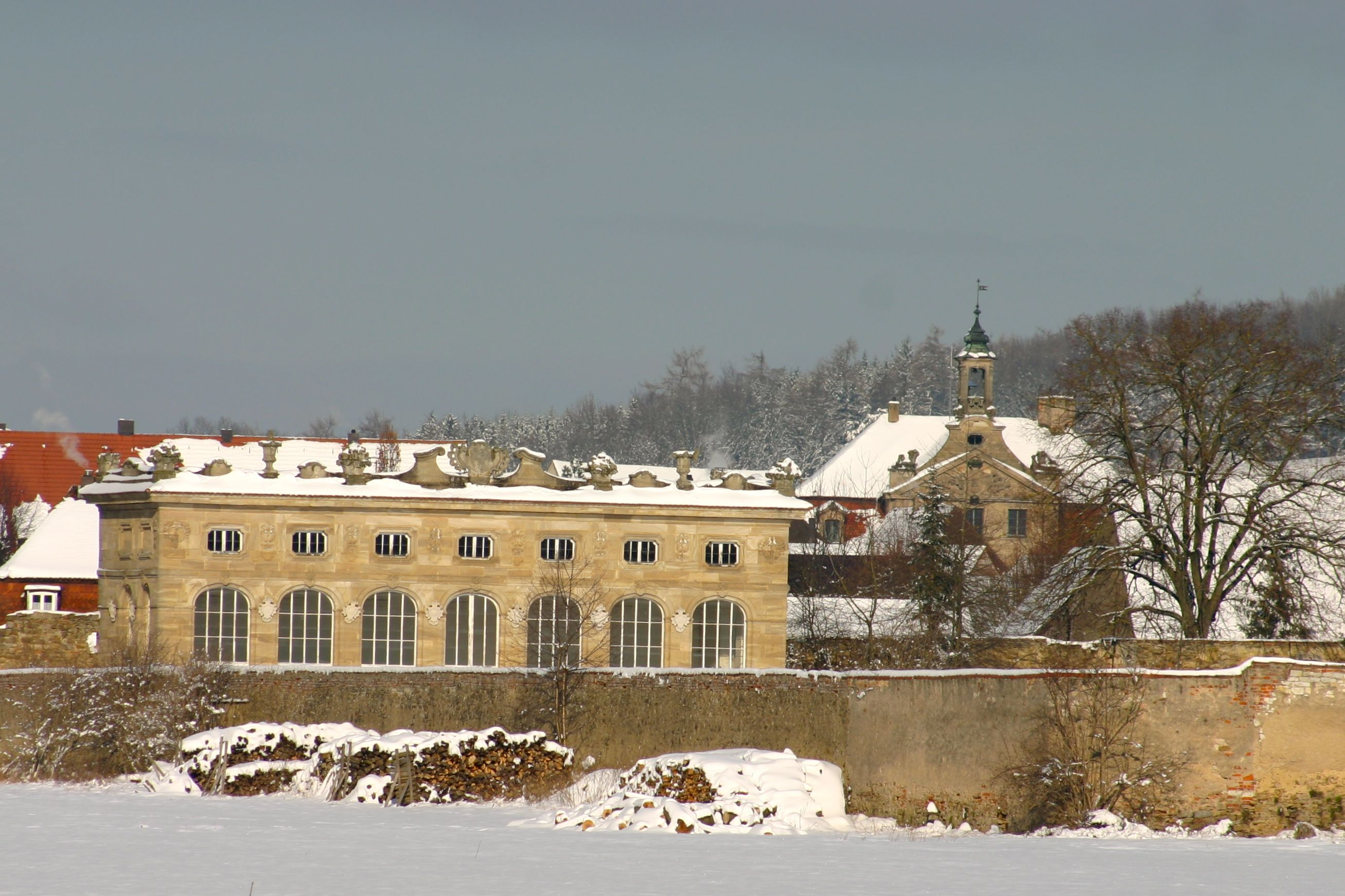
ホーフガルテンのオランジュリ
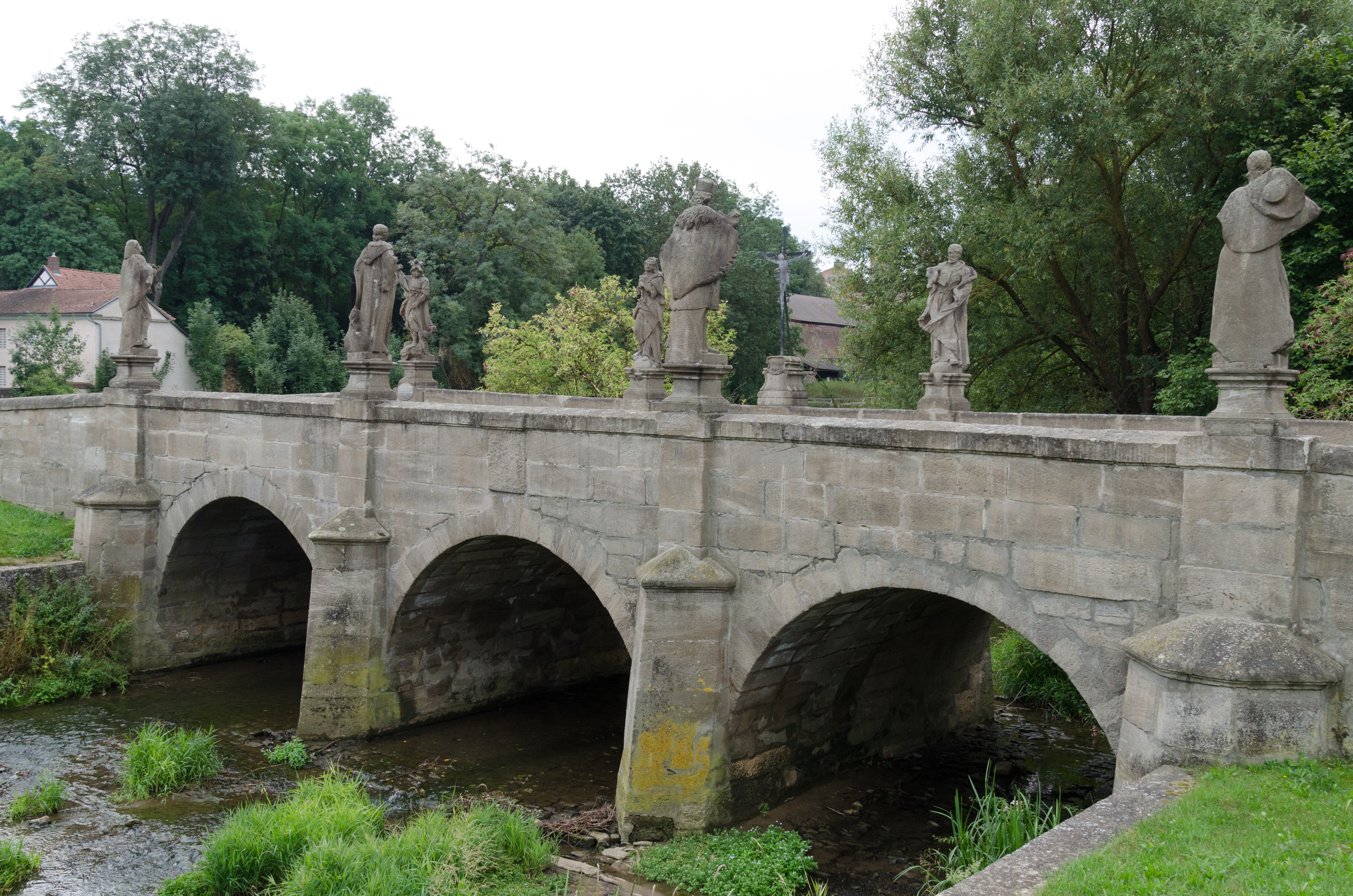
ハイリゲン橋
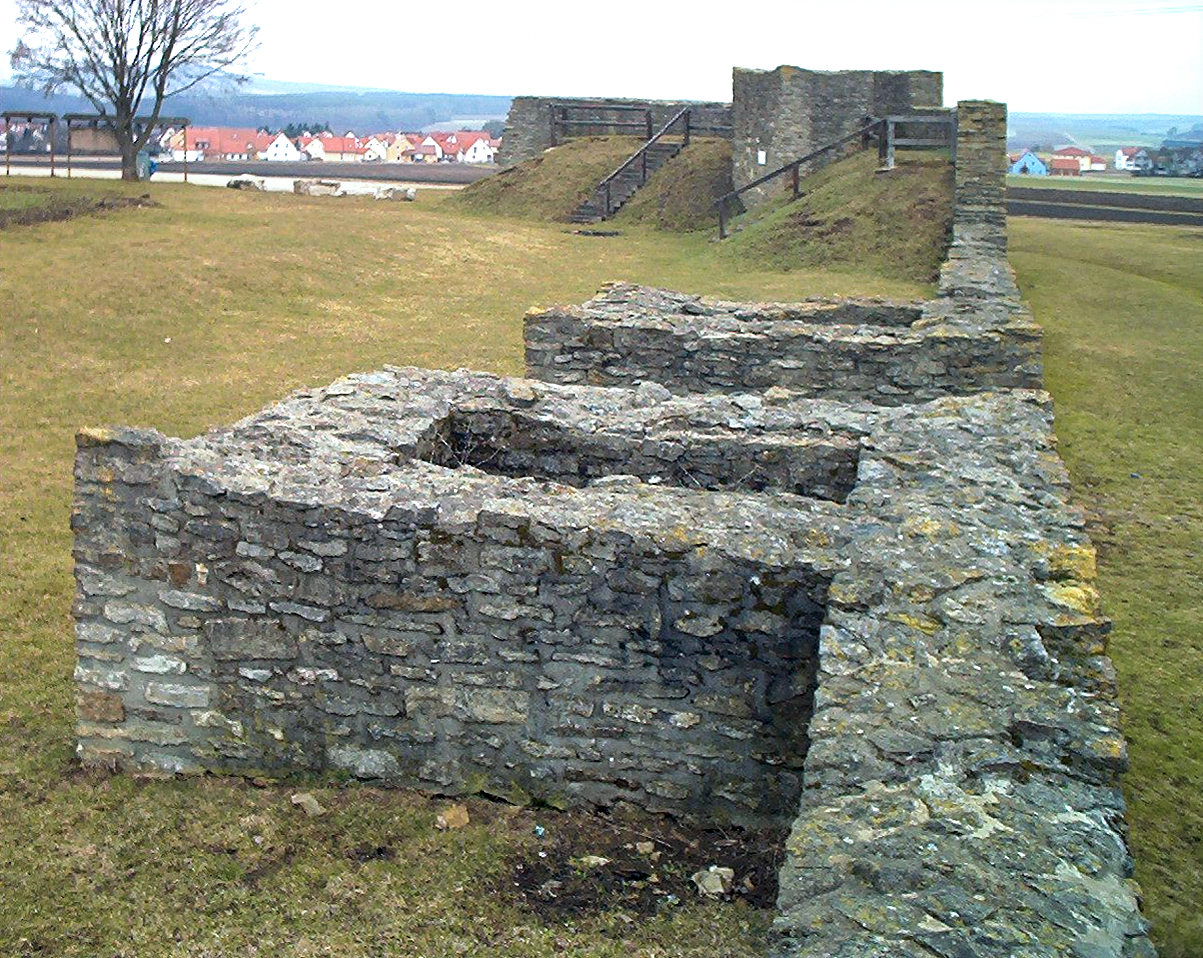
カストラ・エリンゲン
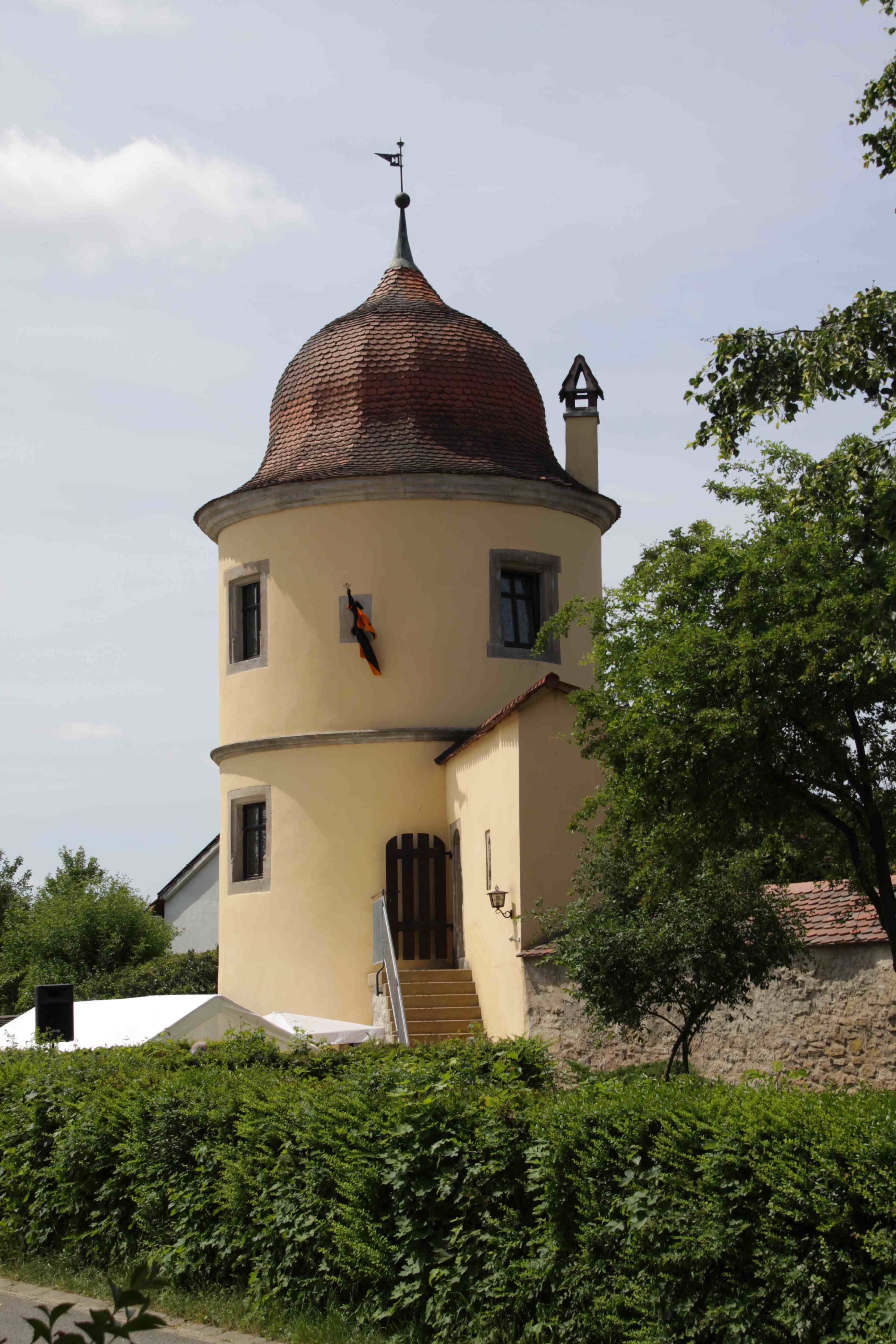
コルピング塔
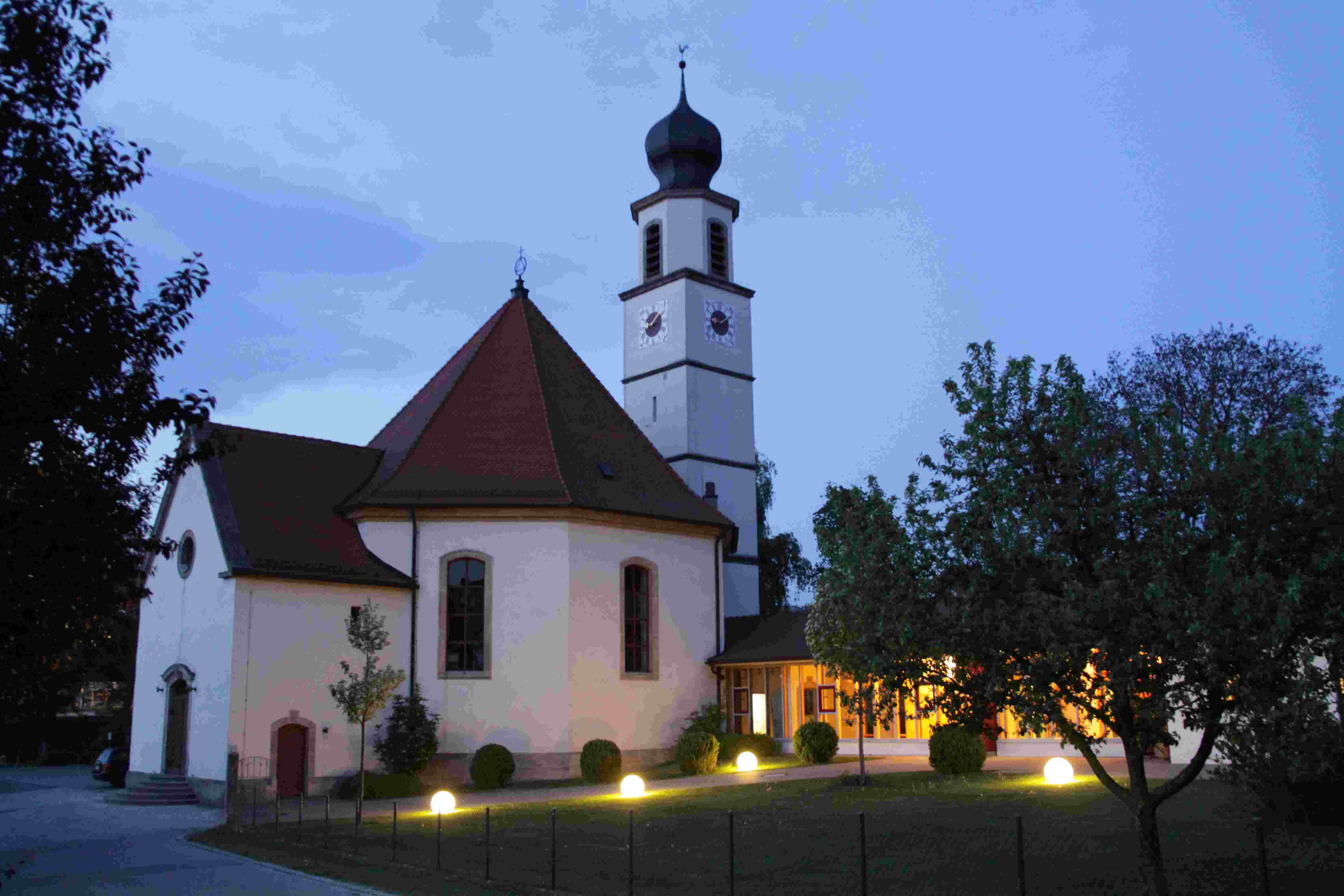
クリストゥス教会

### クラブ、団体
市内には多くのクラブ・団体が存在する。たとえば、ドイチュオーデンスカペレ（直訳: ドイツ騎士団音楽隊）、ブラスアンサンブル・エリンゲン＝ヘルルバッハ、シュトプフェンハイム歌唱協会、歌唱クラブ「ハーモニー」、ツォルミューレ・ゴルフクラブ、TSG 1893 エリンゲン、UFC エリンゲン 1992、シュトプフェンハイム兵士・戦士・予備役兵同友会、DJK シュトプフェンハイム 1956、アイントラハト・ゲルマニア・エリンゲン射撃協会などである。

### 年中行事
謝肉祭の火曜日の午後にカーニバルのパレードが行われ、数千人の見物客を惹き付ける。謝肉祭の舞踏会はエリンゲン・カーニバル協会が主催している。

## 経済と社会資本

### 公共施設
公共施設には、エリンゲン国民学校および聖エリーザベト老人ホームがある。この老人ホームは1212年12月11日に最初の記録が遺されている。フリードリヒ2世王が1216年にドイツ騎士団に病院を寄進した。現在の老人ホームは1705年頃に先代の建物に替えて建設され、1753年に拡張され、1818年11月18日にエリンゲン市が病院組織を引き継いだ。1859年から1996年までマラースドルフ修道院のフランシスコ会修道女が老人ホームの支えとなり、1882年10月20日に設立された託児施設（現在の幼稚園）を1996年8月まで運営していた。

### 交通
以前は、連邦道2号線 (B2号線) と連邦道13号線 (B13号線) が市庁舎前で合流していた。1979年からB2号線は市の西側を迂回するようになった。エリンゲン中央とエリンゲン北との間は3車線、ヴァイセンブルク北とエリンゲン中央との間は4車線に拡幅されている。エリンゲン中央でB13号線がグンツェンハウゼン方面に分岐している。本市には鉄道トロイヒトリンゲン - ニュルンベルク線の駅がある。公共旅客近郊交通は、ニュルンベルク広域交通連盟が担っている。
市内をドイツ・リーメス自転車道が通っている。この自転車道はオーバーゲルマニシュ＝レティシャー・リーメス沿いにライン河畔のバート・ヘニンゲンからドナウ河畔のレーゲンスブルクまで 818 km 以上を結んでいる。ドイツ・リーメス街道は市の中核部ではシュネル通りを通っている。リーメス遊歩道も市内を通っている。

## 人物

### ゆかりの人物
- マクシミリアン・フリードリヒ・フォン・ケーニヒゼグ＝ローテンフェルス（ドイツ語版、英語版）（1708年 - 1784年）1761年から1784年までケルン大司教・選帝侯の地位にあり、イタリアの宰相を務めた。エリンゲンで神学を学んだ。
- フェルディナント・フォン・ヴァルトシュタイン（1762年 - 1823年）ボンの枢密顧問官、イギリス陸軍中将、ドイツ騎士団長。ルートヴィヒ・ヴァン・ベートーヴェンの支援者として知られる。1787年にエリンゲンで修道会に入団した。
- カール・フィリップ・フォン・ヴレーデ（1767年 - 1838年）ヴレーデ侯。エリンゲン宮殿を居城とし、ここで亡くなった。

## 関連図書
- Johann Kaspar Bundschuh (1800). “Ellingen”. Geographisches Statistisch-Topographisches Lexikon von Franken. Band 2: El–H. Ulm: Verlag der Stettinischen Buchhandlung. pp. 4–5 2022年4月23日閲覧。
- Christoph Graf [von] Pfeil (2005). Residenz Ellingen : amtlicher Führer / Bayerische Schlösserverwaltung (8. überarb. u. neu gestaltete Aufl. ed.). München. ISBN 978-3-932982-59-0
- Arthur Schlegel (1924). “Barocke Baukunst in Ellingen (Mittelfranken)”. Wasmuths Monatshefte für Baukunst 8 (11/12):  346-349.
- Pleikard Joseph Stumpf (1853). “Ellingen”. Bayern: ein geographisch-statistisch-historisches Handbuch des Königreiches; für das bayerische Volk. München: Zweiter Theil. pp. 707–708 2022年4月23日閲覧。
- Wolfgang Wüst (2010), “Ellingen, die Ballei Franken und der Deutsche Orden – kulturelles und politisches Modell einer verlorenen Lebenswelt in der Region?”, Jahrbuch für fränkische Landesforschung 69:  pp. 155–172